# Mario Melchiot
Mario Melchiot (Amsterdã, 4 de novembro de 1976) é um ex-futebolista holandês, que atuava como defensor.

## Carreira
Melchiot foi revelado pelo Ajax e começou a atua profissionalmente em 1996, ele atuou principalmente em clubes ingleses atuou por: Chelsea em sua melhor fase na carreira, Birmingham City, no francês Rennes, voltou a Inglaterra Wigan Athletic. Seu último clube foi o Umm Salal do Qatar em 2011. 

## Seleção
Foi convocado por Marco van Basten para atuar pelos Países Baixos na UEFA Euro 2008, já em final de carreira.

## Títulos
Ajax
- Eredivisie: 1997–98
- KNVB Cup: 1998, 1999
- Bruges Matins Trophy: 1997

Chelsea
- FA Premier League: vice 2003–04
- FA Cup: 2000, vice 2002
- FA Charity Shield: 2000